# Diplocephalus arnoi
Diplocephalus arnoi är en spindelart som beskrevs av Isaia 2005. Diplocephalus arnoi ingår i släktet Diplocephalus och familjen täckvävarspindlar.
Artens utbredningsområde är Italien. Inga underarter finns listade i Catalogue of Life.